# Merry Christian
Merry Christian è un album in studio natalizio dell'attore, regista, cantante e sceneggiatore italiano Christian De Sica, pubblicato nel 2017. Nell'album sono presenti 11 tracce: 10 musiche natalizie e la canzone napoletana "Lacreme napulitane". Il brano White Christian presenta nel finale una citazione tratta dal film Vacanze di Natale (in cui recitò lo stesso De Sica).

## Tracce
1. Camminando nella fantasia – 2:04
2. Have Yourself a Merry Little Christmas – 3:31
3. Santa Claus domani verrà – 2:19
4. Lacreme napulitane – 2:08
5. Jingle Bells – 2:32
6. A Christmas Love Song – 4:22
7. Astro del ciel – 1:50
8. Let It Snow – 2:43
9. White Christmas – 2:24
10. Winter Wonderland – 2:02
11. White Christian – 3:15